# 籃球冠軍聯賽
籃球冠軍聯賽（BCL）是一年一度屬於職業籃球俱樂部的歐洲比賽，由FIBA舉辦。這是歐洲籃球協會組織的頂級賽事，冠軍將參加籃球俱樂部世界盃。
俱樂部根據其在國家聯賽和杯賽中的表現獲得比賽資格。有些球隊可以透過外卡獲得資格，但並不常見。

## 創立
2001年，國際籃聯同ULEB妥協，將超級聯賽併入冠軍杯，改名為歐洲籃球聯賽，此後國際籃聯專職組織國家隊比賽，退出俱樂部際比賽組織活動，事件暫時平息。
2015年10月，國際籃聯試圖通過提議一項新比賽來奪回歐洲頂級俱樂部比賽的控制權，其中16支球隊以循環賽的形式進行比賽，並為不同的俱樂部分配8個保障席位。當歐洲頂級俱樂部決定保持相同的比賽形式，從而將該組織保留在歐洲籃球聯賽之內時，FIBA宣布啟動一項新的歐洲籃球俱樂部競賽，該競賽具有基於其俱樂部本身和其國家/地區表現。

## 比賽形式

### 比賽
比賽以常規賽季，開始時有 32 支球隊的，分為四組。由10月至1月舉行。季後賽在2月開始。

## 另見
- 歐洲籃球聯賽（第一級）
- 歐洲盃籃球賽（第二級）
- 國際籃聯歐洲盃（第四級）

## 外部連結
- Basketball Champions League （页面存档备份，存于） (official website)
- FIBA （页面存档备份，存于） (official website)